# Прогерия
Прогерия е изключително рядка генетична болест, при която се наблюдават симптоми, наподобяващи стареене, в много ранна възраст. Родените с прогерия обикновено доживяват до средата на пубертета си или до началото на 20-те си години. Това е генетично състояние, което възниква като нова мутация и се наследява много рядко, тъй като носителите ѝ обикновено не доживяват да оставят поколение. Макар терминът прогерия често да се употребява за всякакви симптоми с преждевременно стареене, той се отнася конкретно за синдрома на Хътчинсън-Гилфорд.
Прогерията е описана за пръв път през 1886 г. от Джонатан Хътчинсън и независимо от него от Хейстингс Гилфорд през 1897 г. Учените се интересуват от прогерията, отчасти защото може да разкрие някои тайни на нормалния процес на стареенето.

## Симптоми
Децата с прогерия обикновено развиват първите симптоми още през първите няколко месеца от живота си. Най-ранните симптоми могат да включват неспособност за качване на тегло и локализирани образувания, подобни на склеродерма. Докато детето премине ранното си детство, се появяват допълни симптоми, обикновено след около 18 – 24 месеца. Ограничен растеж, алопеция по цялото тяло и отличителен външен вид (малко лице с малка челюст и тънък нос) са все характерни за прогерията. Симптомите на тази прогресивна болест се проявяват все повече с порастването на детето. По-късно състоянието причинява набръчкване на кожата, атеросклероза, бъбречна недостатъчност, влошаване на зрението и сърдечно-съдови проблеми. Склеродермата, която опъва и втвърдява кожата на крайниците, се разпространява още повече. Хората с това заболяване обикновено имат малки и крехки тела, подобни на тези на старите хора. Лицето често е сбръчкано с голяма глава в сравнение с тялото, тясно лице и клюновиден нос. Видими са вените по скалпа, а очите са изпъкнали. Мускулно-скелетната дегенерация причинява загуби на телесна мазнина и мускули, схванати стави, бедрени дислокации и други симптоми, които като цяло не присъстват у възрастните хора. Индивидите обикновено имат нормално умствено и двигателно развитие.

## Причини
Преди 20 век изучаването на прогерията дава много малко информация относно синдрома. През 2003 г. причината за прогерия е открита – генна мутация в позиция 1824 на гена LMNA, при която цитозинът е заместен от тимин. За разлика от болести, ускоряващи стареенето (например ксеродерма), прогерията може да не е пряко свързана с дефектна корекция на ДНК.

## Лечение
Все още няма ефективно лечение за тази болест. Повечето методи за лечение се фокусират върху намаляването на усложненията (като сърдечно-съдови заболявания) с операции за байпас и аспирин в малки дози. Пробва се лечение на клетки на мишки с морфолинови олигонуклеотиди, за да се намали производството на прогерин, както и лечение с хормон на растежа.
Вид антираково лекарство, инхибитор на фарнезилтрансфераза (FTI), се предлага за лечение на прогерия, но употребата му е ограничена основно до животински модели. През май 2007 г. клинично изследване с лонафарниб преминава във втора фаза. В проучвания на клетките, друго антираково лекарство, сиролимус, причинява премахването на прогерин от ядрената мембрана чрез автофагия.
Инхибиторите на фарнезилтрансфераза са лекарства, които потискат активността на ензима, нужен за свързването на прогериновите протеини с фарнезилови групи. Тази връзка води до постоянното прикачване на прогерина към ръба на ядрото. При прогерията уврежданията по клетката възникват, защото прикачването се случва, а ядрото не е в нормално състояние. Изследванията на сиролимус показват, че той може да намали фенотипните ефекти на прогерийните фибробласти. Това, обаче, е наблюдавано само ин витро и не е резултат на клинично изследване.
Ползването на лонафарниб не е одобрено от американската Агенция за контрол на храните и лекарствата. Следователно той може да бъде използван само в определени клинични изследвания. Докато лечението с FTI не е подробно изпробвано у деца по време на клинични изследвания, ефектът му при хората не е доказан, макар ефектът му при мишките да е положителен. Изследване от 2012 г. сочи, че той облекчава качването на тегло и други симптоми на прогерията.

## Прогноза
Тъй като не съществува лек, малко хора живеят повече от 13 години. Поне 90% от пациентите умират от усложнения на атеросклерозата, като например инфаркт или инсулт. Интелектът на индивидите е незасегнат. Развиването на симптомите е със скорост от 8 до 10 пъти по-бързо от нормалното. Пациентите не проявяват невродегенерация или предразположеност към рак. Те също не развиват състояния, които често се свързват със стареенето, като например катаракта или остеоартрит.
Макар да няма успешно лечение за самата прогерия, съществуват лекарства срещу проблемите, които тя причинява. Страдащите от прогерия имат нормално полово развитие и съществуват случаи на жени с прогерия, които успешно създават здраво поколение.

## Епидемиология
Проучване от Нидерландия сочи, че честотата на заболяването е около 1 на 4 милиона раждания. Към днешна дата съществуват около 100 познати случая на прогерия по света. В медицинската история съществуват записи от около 140 случая на прогерия. Все пак, смята се, че по света има до 150 недиагностицирани случаи на прогерия.
Класическият синдром на Хътчинсън-Гилфорд обикновено се причинява от спорадична мутация, която се случва в ранните етапи на ембрионалното развитие. Почти никога не се предава от засегнат родител към дете, тъй като децата рядко доживяват оставянето на поколение след себе си.
Познати са само два случая, при които здрав човек носи LMNA мутацията, която причинява прогерия. Тези носители са идентифицирани, защото са отдали мутацията на децата си.